# Cimetière du Hazeret
Le cimetière du Hazaret est l'ancien cimetière communal de la ville de Dugny en Seine-Saint-Denis.
Il est complété par un nouveau cimetière.

## Historique

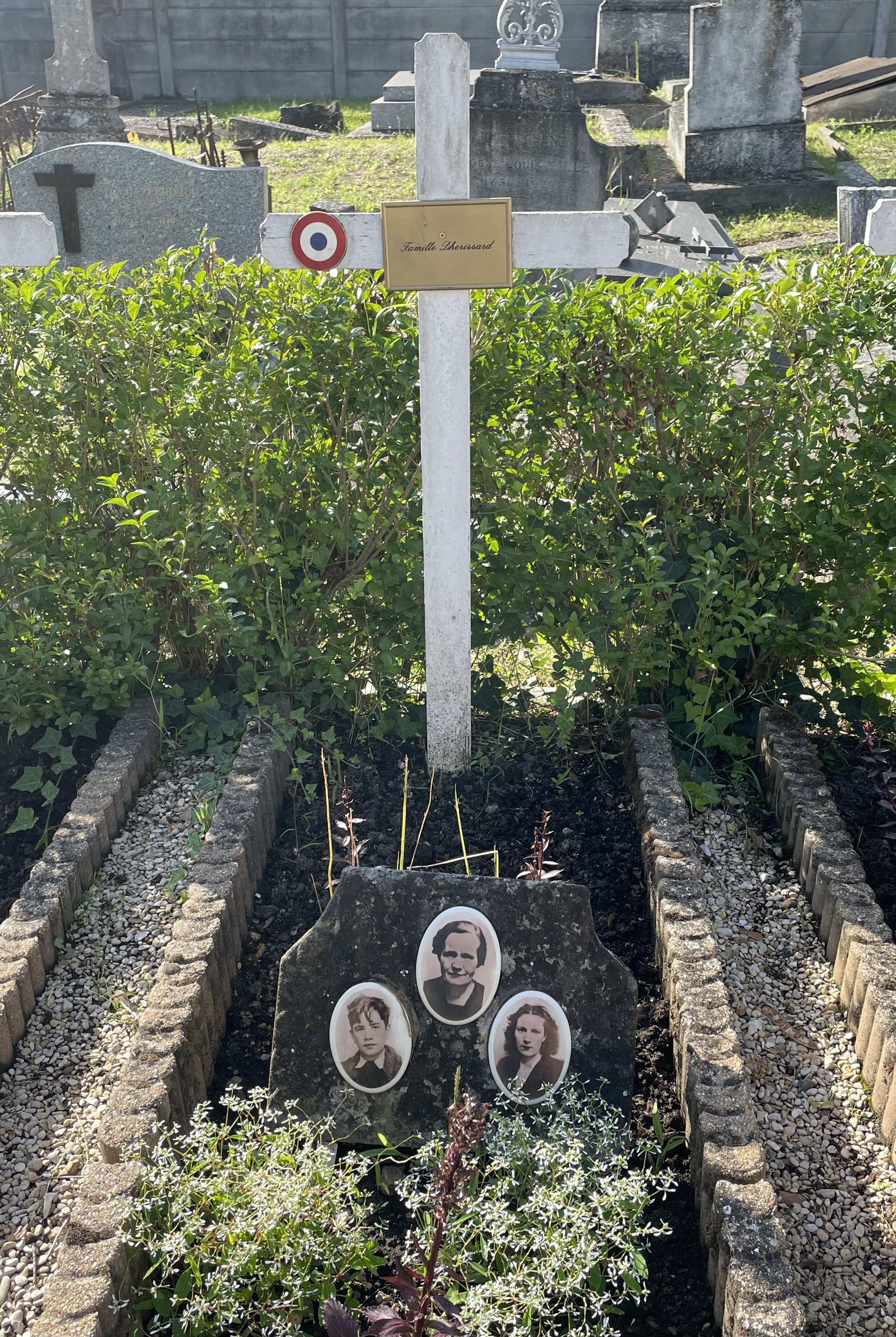
Sépulture de la famille Dherissard, victime du bombardement de 1943.

Le cimetière compte de nombreuses tombes de victimes du bombardement aérien du 16 août 1943 qui visait l'aéroport du Bourget, détruit une grande partie de la commune. Des plaques commémoratives sont dévoilées pour le 50e et le 60e anniversaire du bombardement.
Sur la place du 16 août 1943, proche du cimetière, on trouve un monument aux morts, sur lequel est écrit « À la glorieuse mémoire des enfants de Dugny morts pour la France ».
À l'occasion du 80e anniversaire du bombardement, une stèle est dévoilée qui reprend l'identité de toutes les victimes connues du bombardement.

## Personnalités
- François Cretté de Palluel (1741-1798), agronome et député[3]
- Étienne Blanc, maire de Dugny de 1871 à 1874